# Pristimantis diadematus
Pristimantis diadematus é uma espécie de anfíbio  da família Craugastoridae.
Pode ser encontrada nos seguintes países: Brasil, Equador e Peru.
Os seus habitats naturais são: florestas subtropicais ou tropicais húmidas de baixa altitude.